# Vanda coerulescens
Vanda coerulescens  es una especie de orquídea que se encuentra desde Arunachal Pradesh hasta China (Sur en Yunnan).

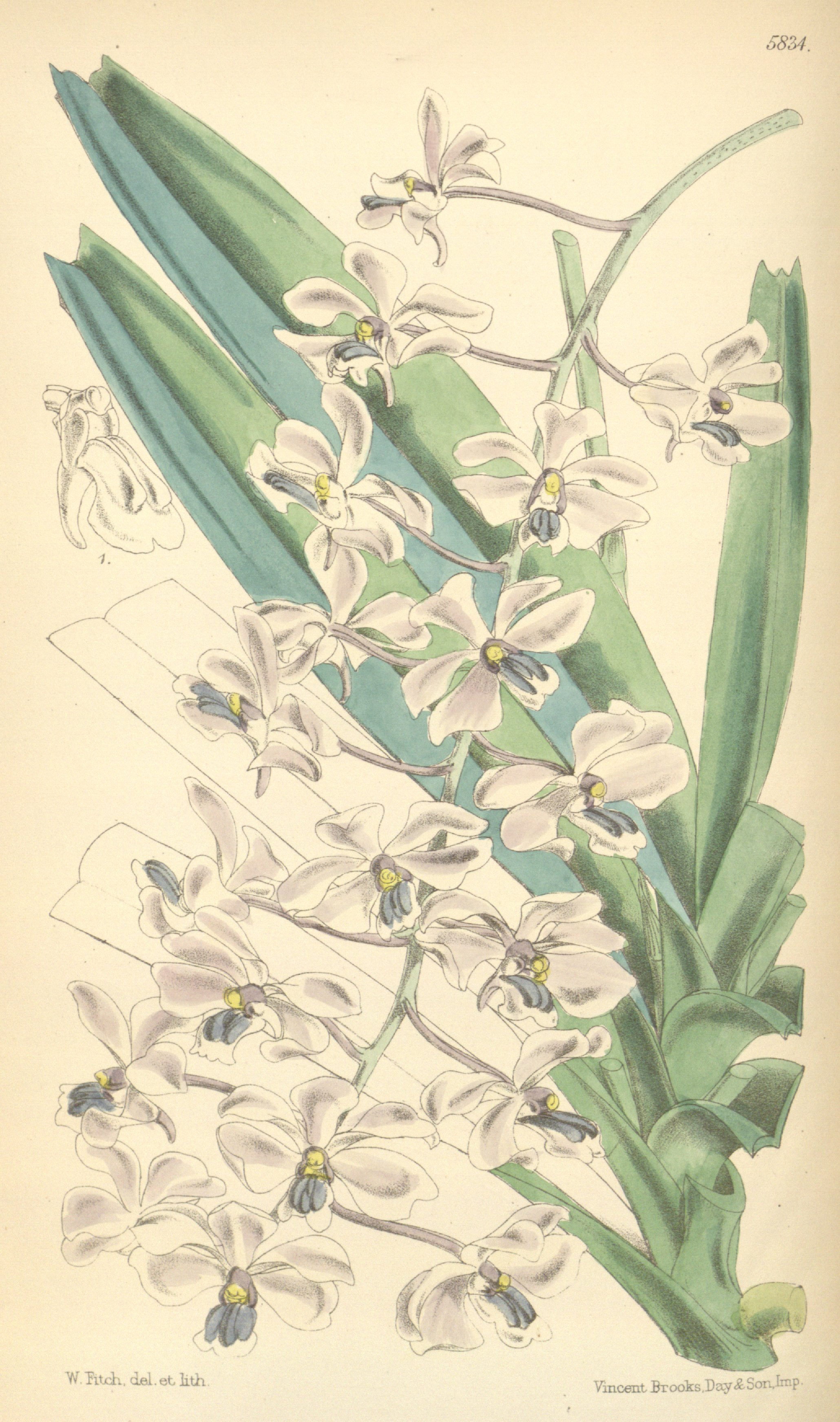
Ilustración

## Descripción
Es una planta pequeña que prefiere el clima cálido, de hábitos epifitas monopodial  con un tallo cilíndrico que lleva hojas canalizadas por encima, bilobuladas apicalmente y que como todos los Vandas crecen mejor en cestas de listones de madera. Florece en el invierno tardío hasta la primavera y tienen un olor agradable como la uva. Nacen en una inflorescencia axilar erecta o caída, 60 cm de largo, más larga que las hojas, con 15 o más flores duraderas.

## Distribución y hábitat
Se encuentra en Assam (India), Himalaya oriental, China en Yunnan, Birmania y Tailandia donde crece en altitudes de 300 a 1200 metros. 

## Taxonomía
Vanda coerulescens fue descrita por William Griffith (botánico) y publicado en Notulae ad Plantas Asiaticas 3: 352, pl. 331. 1851.
Etimología
Vanda: nombre genérico que procede del nombre sánscrito dado a la especie  Vanda tessellata  en la India, también puede proceder del latín (vandi) y del griego (dios santísimo ).
coerulescens: epíteto latino que significa "de color azul celeste brillante".
sinonimia
- Vanda coerulescens var. lowiana Rchb.f.
- Vanda coerulescens var. hennisiana Schltr.[4][5]